# Ion Donat
Ion Donat (n. 28 iunie 1909 în Craiova – d. 1988) a fost un istoric medievist român, specialist în geografie istorică și toponimie.

## Viața și activitatea
Autodidact, și-a început cariera ca cercetător la Arhivele Statului din Craiova, pentru ca, mai târziu să lucreze la Fundația Culturală a Olteniei și Institutul Național de Statistică. Ca istoric, a fost cercetător principal la Institutul de Istorie "Nicolae Iorga" din București (1951-1967), apoi cercetător principal la Institutul de Lingvistică din București (1967-1969). Lucrările sale aduc contribuții la cunoașterea istoriei Țării Românești, prin publicarea sau studierea unor surse documentare, până atunci, inedite. De asemenea, Ion Donat contribuie activ la dezvoltarea arhivisticii românești prin copierea sau păstrarea unor documente, astăzi dispărute din varii cauze, cum ar fi catagrafiile Țării Românești.

## Lucrări importante
- 1947 "Datele principale din istoria Olteniei"
- 1956 "Așezările omenești din Țara Românească în secolele XIV-XVI"
- 1962 "Izvoare și metode istorice puțin folosite"
- 1966 "Păstoritul românesc și problemele sale"
- 1967 "Le domaine princier rural en Valachie (XIVe - XVIe sieclès)"
- 1996 "Domeniul domnesc în Țara Românească (sec. XIV-XVI)"
- 1999 Donat, Ion,  Pătroiu, Ion,  Ciobotea, Dinică. "Catagrafia obștească a Țării Românești din 1831", Editura Helios, Craiova, 200 pagini + 2 hărți. (Adăugat de I. I. B. din Dâmbovița.